# Gustav Fehn

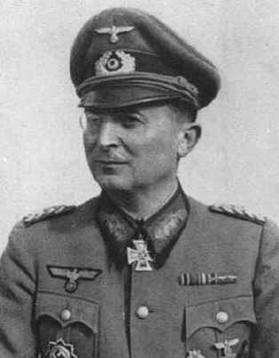
Gustav Fehn (1942)

Gustav Fehn (* 21. Februar 1892 in Nürnberg; † 5. Juni 1945 in Ljubljana, Jugoslawien) war ein deutscher General der Panzertruppe im Zweiten Weltkrieg.

## Leben
Fehn trat am 24. Juli 1911 als Fahnenjunker in das 4. Magdeburgische Infanterie-Regiment Nr. 67 ein und wurde am 27. Januar 1913 zum Leutnant befördert. Beim Ausbruch des Ersten Weltkrieges wurde Fehn als Zugführer in das Reserve-Infanterie-Regiment Nr. 67 versetzt, später kam er zum Metzer Infanterie-Regiment Nr. 98, wo er am 18. April 1916 zum Oberleutnant aufstieg. Er diente als Kompanieführer und war im Januar 1917 zeitweilig auch stellvertretender Führer des II. und des III. Bataillons. Anfang März 1917 wurde er Regimentsadjutant und war im Dezember 1917 kurzzeitig beim Stab der 207. Infanterie-Division, bevor er anschließend in das Reserve-Infanterie-Regiment Nr. 98 versetzt wurde und man ihn zum Stab der 89. Reserve-Infanterie-Brigade kommandierte. Am 21. Dezember 1917 erfolgte seine Ernennung zum Adjutanten dieser Brigade. Für sein Wirken während des Krieges wurden ihm neben beiden Klassen des Eisernen Kreuzes das Verwundetenabzeichen in Schwarz, das Hanseatenkreuz Hamburg sowie das Friedrich-August-Kreuz I. Klasse verliehen.
Nach Kriegsende wurde Fehn Anfang Januar 1919 in das Metzer Infanterie-Regiment Nr. 98 rückversetzt und nach der Demobilisierung des Verbandes schloss er sich im April 1919 dem Freikorps Deutsche Schutzdivision an. Mit der Übernahme in die Reichswehr fand er im Oktober 1919 zunächst Verwendung im Reichswehr-Schützen-Regiment 8, dann im 12. Infanterie-Regiment. Nachdem er zum 12. (Sächsisches) Reiter-Regiment versetzt wurde, absolvierte er die Führergehilfenausbildung beim Stab der 4. Division. Am 1. Oktober 1922 wurde er wieder in das 12. Infanterie-Regiment rückversetzt und am 1. Januar 1923 zum Hauptmann befördert. Es folgte am 1. Oktober 1923 die Versetzung in die 13. Kompanie des 4. (Preußisches) Infanterie-Regiments, bis er am 1. Oktober 1924 erneut in das 12. Infanterie-Regiment kam, wo er im Regimentsstab diente. Am 1. Mai 1927 wurde Fehn in diesem Regiment zum Chef der 15. Kompanie ernannt, ab Frühjahr 1929 war er Chef der 6. Kompanie. Am 1. Oktober 1932 versetzte man ihn in das 5. (Preußisches) Reiter-Regiment nach Belgard. Danach wurde der am 1. April 1933 zum Major beförderte Fehn zur Infanterieschule in Dresden kommandiert und ab 1935 als Lehrer verwendet. Am 1. Dezember 1935 wurde er zum Oberstleutnant befördert und Kommandeur des I. Bataillons des Infanterie-Regiments 33. Am 12. Oktober 1937 erfolgte die Versetzung in den Regimentsstab und am 1. April 1938 erhielt er seine Beförderung zum Oberst. Am 1. April 1939 wurde er Kommandeur des Infanterie-Regiments 33.

### Zweiter Weltkrieg
Beim Überfall auf Polen wurden ihm für die Führung des Regiments beide Spangen zu seinen Eisernen Kreuzen verliehen. In der Folgezeit wurde sein Infanterie-Regiment 33 zum Schützen-Regiment 33 umgeformt. Er führte dieses Regiment auch im Westfeldzug. Nach Abgabe seines Kommandos wurde er am 1. August 1940 zum Generalmajor befördert. Am 5. August 1940 wurde er für seine Leistungen im Westfeldzug mit dem Ritterkreuz des Eisernen Kreuzes ausgezeichnet.
Ab 25. November 1940 übernahm Fehn von Joachim Lemelsen die 5. Panzer-Division. Der Großverband wurde im Frühjahr 1941 im Balkanfeldzug eingesetzt. Dort waren Einheiten seiner Division auch an der Luftlandeschlacht um Kreta beteiligt. Im Herbst 1941 wurde seine Division zum Angriff gegen die Sowjetunion nach Osten versetzt, wo sie der Heeresgruppe Mitte unterstand. Am 7. Juli 1942 wurde er mit dem Deutschen Kreuz in Gold ausgezeichnet.

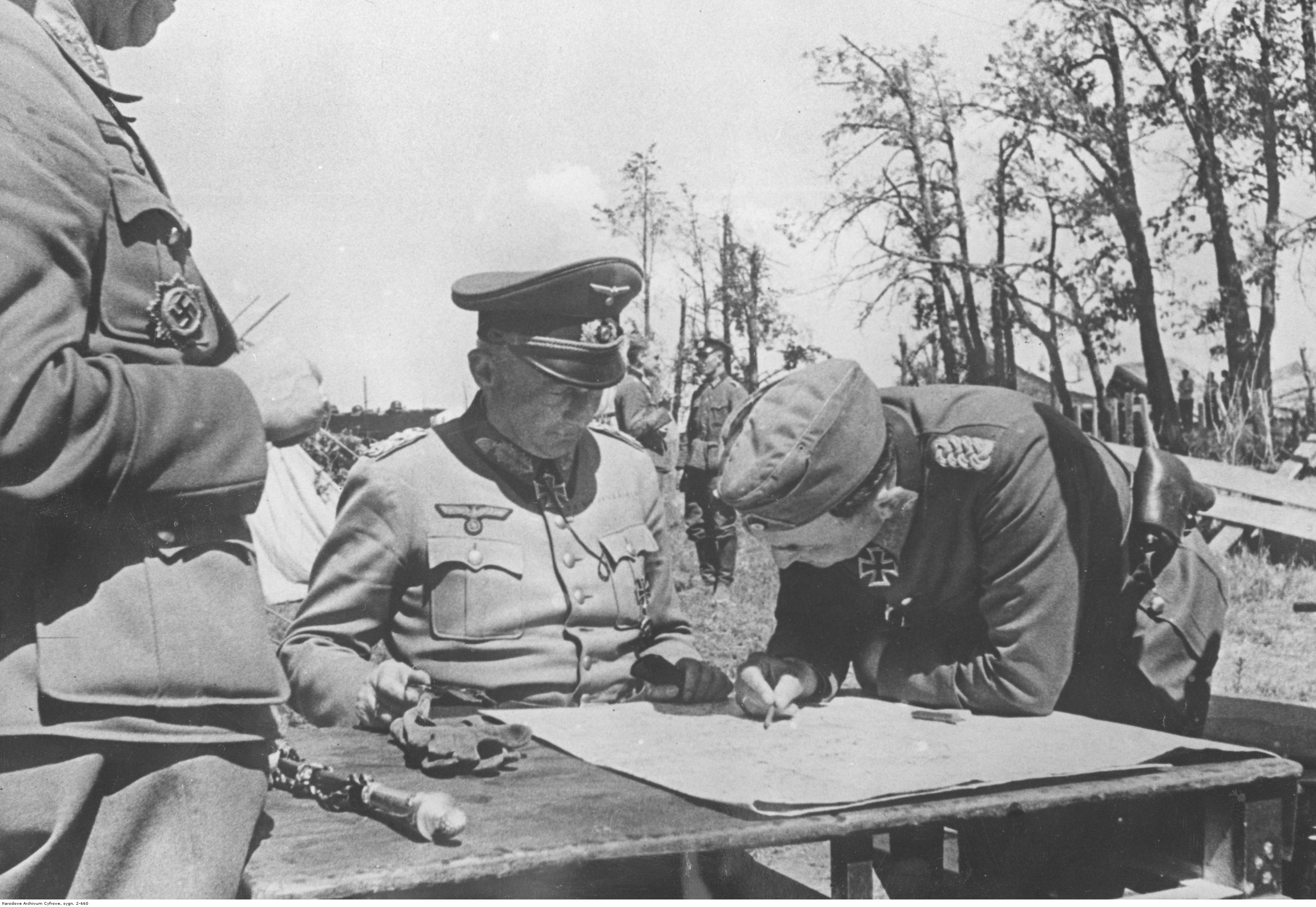
Gustav Fehn (rechts) mit Günther von Kluge im August 1942

Am 1. August 1942 wurde er zum Generalleutnant befördert und am 1. Oktober 1942 Kommandierender General des XXXX. Panzerkorps, welches der 1. Panzerarmee unterstellt war. Am 1. November 1942 erfolgte die Beförderung zum General der Panzertruppe und mit 13. November 1942 kam er in die Führerreserve. Er wurde dann am 16. November 1942 zum Kommandierenden General des Afrikakorps ernannt und für kurze Zeit als Oberbefehlshaber der Deutsch-Italienischen Panzerarmee eingesetzt. Am 15. Januar 1943 wurde er schwer verwundet und kam ins Lazarett. Seine Korps übernahm Generalleutnant Hans Cramer. Es erfolgte daraufhin wieder eine Versetzung in die Führerreserve und mit 1. Juli 1943 wurde er mit der stellvertretenden Führung des LXXXVI. Armeekorps beauftragt. Nach einem weiteren Verbleib in der Führerreserve kam er am 10. Oktober 1943 als Kommandierender General des XXI. Gebirgs-Armeekorps auf den Balkan. Dieses Korps war Bestandteil der 2. Panzerarmee. Am 20. Juli 1944 übernahm er als Kommandierender General das XV. Gebirgs-Armeekorps der 2. Panzerarmee (Heeresgruppe F), welches er bis Kriegsende führte.

### Nachkriegszeit
Nach dem Zweiten Weltkrieg geriet er in britische Kriegsgefangenschaft. Er wurde am 4. Juni 1945 an Jugoslawien ausgeliefert und einen Tag später zusammen mit General der Infanterie Werner von Erdmannsdorff, Generalleutnant Friedrich Stephan und Generalmajor Heinz Kattner in Ljubljana von Partisanen ohne Prozess ermordet.